# AMD K5
L'AMD K5 és un microprocessador compatible x86, competència del Pentium de Intel.
Una de les seves característiques és que internament funciona com un processador RISC, i utilitza una capa externa que transforma les instruccions del codi màquina x86 perquè el nucli pugui interpretar-la. AMD també utilitza aquest mecanisme en els següents processadors.
En concepte de potència, va assolir un nivell molt proper (i en alguns casos superior) al Pentium, tot i que la falta d'infraestructura del fabricant va provocar un retard de gairebé un any en el llançament comercial. AMD de seguida afronta el problema i es prepara per comercialitzar l'AMD K6, aquesta vegada a temps.

## Models
| Nom clau         | SSA/5     | 5k86         |
| Codi de producte | 5K86 P75S | K5 PR120     |
| Tecnologia (µm)  | 0.50      | 0.35         |
| Freqüència(MHz)  | 70-100    | 90-133       |
| Voltatge         | 3.52      | 3.52         |
| Comercialització | Març 1996 | Octubre 1996 |